# Le Soir des rois (film, 1932)
Pour plus de détails, voir Fiche technique et Distribution.
Le Soir des rois est un film français réalisé par Jean Daumery et sorti en 1932.

## Fiche technique
- Titre : Le Soir des rois
- Réalisation : Jean Daumery
- Scénario : Paul Vialar, d'après le roman de Jerome Kingston
- Dialogues : Paul Vialar
- Production : 	Warner Bros - First National Pictures
- Pays d'origine :  France
- Genre : Comédie
- Durée : 74 minutes
- Date de sortie : France, 14 octobre 1932[1]

## Distribution
- Jacques Maury : Georges
- Simone Mareuil : Suzanne
- Pierre Juvenet : le commandant Pic
- Léon Larive : M. Jeunhomme
- Jean Ayme : Filon Latour
- Marfa Dhervilly : la baronne de Frileuse
- Marie-Louise Delby : Lulu
- Guy Derlan : L'Ablette Barnabé
- Henri Kerny : Bourrache
- Robert Moor : Ferdinand Albaret